# Buèges

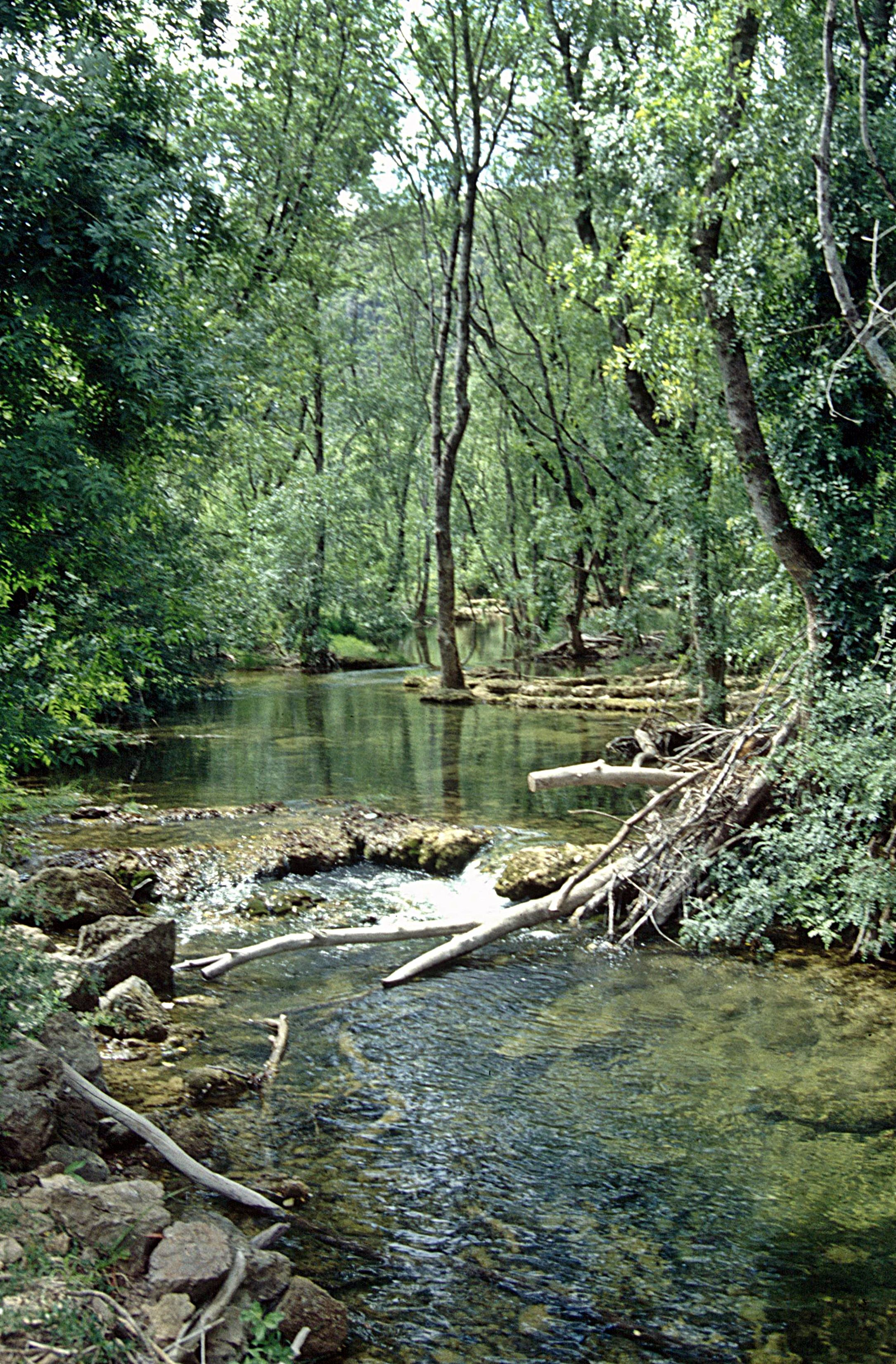
Die Buèges bei Saint-Jean-de-Buèges

Die Buèges ist ein Fluss in Frankreich, der durch das Département Hérault fließt und in den Fluss Hérault mündet. 

## Geographie
Die Buèges hat eine Länge von etwa 12,2 km und entspringt ungefähr einen km von Pégairolles-de-Buèges  entfernt. Es gibt mehrere Ursprünge, die in einem Quelltopf gefasst wurden. Durch die relativ große Tiefe des Quelltopfes erscheint das Wasser blau. Die Ergiebigkeit der Buèges an der Mündung beträgt im Schnitt 2,5 m³/s. Die Buèges ist in ihrer gesamten Länge nicht schiffbar.
Unter dem Quelltopf befindet sich ein über 100 m tiefer Siphon, der betaucht werden kann.

## Zuflüsse
Die Buèges hat drei Zuflüsse.
- den Pontel-mit zwei Nebenflüssen:
  - den Bach Plaine de Lacan,
  - den Bach Vignes Couloulières
- den Garrel,
- den Boisseron mit zwei Nebenflüssen:
  - den Bach Combe des Cors,
  - den Merdanson

## Gemeinden, die von der Buèges durchflossen werden
Die Buèges fließt komplett im Département Hérault und durchquert fünf angrenzende Gemeinden, Pégairolles-de-Buèges (Quelle), Saint-Jean-de-Buèges. Saint-André-de-Buèges, Causse-de-la-Selle, Brissac.

## Toponomastik
Die Buèges ist Namengebend für die drei Gemeinden Pégairolles-de-Buèges, Saint-André-de-Buèges und Saint-Jean-de-Buèges.